# Марьевка (Панинский район)
Марьевка — село в Панинском районе Воронежской области России.
Входит в состав Прогрессовского сельского поселения.

## География
Село находится в центральной части поселения возле Марьевского Лога с ручьём, притоком реки Тойда.

### Улицы
- ул. Мира
- ул. Полынная
- ул. Садовая

## История
Основано в конце XVIII — начале XIX веков как хутор Марьин. В 1859 году в хуторе проживали 278 человек в 30 дворах. В 1900 году численность населения составляла 475 человек, проживавших в 75 дворах. В селе были общественное здание и лавка, при селе числилась усадьба «Марьевка» Федоры Ивановны Рубашевской, в которой в 1900 году проживали 20 человек.

## Население
| 2000 | 2005 | 2010 |
| ---- | ---- | ---- |
| 203  | ↗211 | ↘122 |

В 2007 году численность населения села составляла 197 человек.